# 亢宿二
亢宿二，又名室女座ι、BD-05 3843、HD 124850、SAO 139824、HR 5338，是室女座的一颗恒星，视星等为4.08，位于銀經337.75，銀緯51.07，其B1900.0坐标为赤經14h 10m 46.1s，赤緯-5° 51.07′ 24″。